# Национально-демократическая партия Грузии
Национально-демократическая партия Грузии (иногда упоминается как «Национал-демократическая партия Грузии») (груз. ეროვნულ-დემოკრატიული პარტია, Erovnul Demokratiuli Partia) — политическая партия Грузии националистического толка, одна из старейших правых политических партий в стране. 
На парламентских выборах 28 марта 2004 года вошла в состав Национально-демократического альянса.

## Историческая партия
Национально-демократическая партия была задумана ещё Ильей Чавчавадзе, который в 1905 году составил программу партии. Однако после убийства Чавчавадзе 30 августа [12 сентября] 1907 года осуществление этих проектов было отложено на многие годы.
Только в 1917 году Спиридон Кедиа вместе с Давидом Вачнадзе, Ревазом Габашвили, Александром Асатиани, Нико Николадзе, Эквтиме Такаишвили, Константином Абхази и др. смогли организовать партию, первым председателем стал Спиридон Кедиа, почётным председателем — старейший член Нико Николадзе.
Впервые флаг Грузинской демократической республики был публично поднят 25 марта 1917 года в Кутаиси на местном митинге национал-демократической партии.
В 1918—1921 годах Национальная демократическая партия представляла меньшинство в первом парламенте независимой Грузии. Партия получила восемь мандатов: Нико Николадзе, Георгий Гвазава, Спиридон Кедиа, Геронтий Кикодзе, Иосиф Мачавариани, Эквтиме Такаишвили, Александр Асатиани и Пётр Сургуладзе. Эвктиме Такаишвили был избран заместителем председателя парламента.
После советизации Грузии в 1921 году большая часть национал-демократов осталась на родине и активно участвовала в восстании 1924 года, из-за которого советские власти уничтожили большое количество нацдемов (сама партия действовала некоторое время в Советской Грузии и самораспустилась в октябре 1923 года). После подавления восстания национал-демократы продолжали заниматься политической деятельностью в эмиграции, главным образом, во Франции.

## Новая история
О воссоздании партии было объявлено на митинге 30 августа 1988 года. На первом Учредительном съезде НДПГ, проходившем с 30 ноября по 1 декабря того же года, было принято постановление, что целью партии является «восстановление независимости Грузии». Председателем партии на тот момент являлся Г. О. Чантурия, на тот момент уже известный как организатор всех «антиобщественных» проявлений в республике.
1 сентября 1991 года сессия Совета народных депутатов Южной Осетии провозгласила Республику Южная Осетия. На следующий день в Тбилиси на проспекте Руставели состоялся митинг Национально-демократической партии Грузии (НДП), на котором выдвигались требования об отставке президента Гамсахурдиа и правительства Грузии до самоликвидации и перевыборов Верховного Совета. 
3 декабря 1994 года в результате покушения Чантурия был убит. Члены партии решили оставить его постоянным посмертным председателем, а фактическое руководство партией было возложено на президиум. В 1995 году пост главы партии заняла вдова Георгия Чантурия — Ирина Саришвили-Чантурия.
На выборах 2003 года участвовала в коалиции — За Новую Грузию.
В президентских выборах 2018 года участвовала в коалиции «Сила в единстве»

## Идеология
На первом Учредительном съезде партии в конце 1988 года было принято решение о том, что целью партии является «восстановление независимости Грузии». В качестве методов предполагалось использовать призывы к национальной непокорности и помощь в осуществлении этой непокорности. При этом одним из главных принципов партии был отказ от каких-либо компромиссов с властями. Идеологическим базисом партии была выбрана теодемократия.

## Политические акции
- Митинг 12 ноября 1988 года в Тбилиси, на котором присутствовало около 30 тысяч человек. На этом же митинге было официально объявлено о создании партии[1].
- С 23 по 29 ноября 1988 года в период обсуждения поправок к Конституции СССР, НДПГ спровоцировало сидячую голодовку и многотысячный митинг перед Домом правительства, что вызвало дестабилизацию обстановки в республике. Количество митингующих доходило до 50 тысяч человек[1].
- 25 февраля 1989 года — попытка организовать массовые шествия по улицам города как траурное шествие в честь годовщины установления Советской власти в Грузии[1].
- С 4 по 9 апреля 1991 года — организация участие в голодовке в период обсуждения абхазской проблемы. За это в отношении Чантурия было возбуждено уголовное дело по ст. 206-3 УК ГССР, а на Саришвили И. Т. и Хухунашвили И. Р. был наложен административный арест (15 суток)[1].

## Известные представители
- Чантурия Г. О.
- Саришвили-Чантурия, Ирина
- Хухунашвили И. Р